# Toru Ojima
Toru Ojima (小島 徹 Ojima Toru?, nacido el 22 de febrero de 1976 en Ibaraki) es un exfutbolista japonés. Jugaba de defensa y su último club fue el Montedio Yamagata de Japón.

## Trayectoria

### Clubes
| Club              | País  | Año         |
| ----------------- | ----- | ----------- |
| Urawa Reds        | Japón | 1998 - 2000 |
| Kawasaki Frontale | Japón | 2001        |
| Montedio Yamagata | Japón | 2002        |